# Duarte Nuno de Bragança
Duarte Nuno de Bragança (Seebenstein, 23 de setembro de 1907 – Prazeres, Lisboa, 24 de dezembro de 1976), foi um pretendente miguelista ao trono português a partir de 1920, e Chefe da Casa Real de Portugal após a morte do último rei de Portugal, Manuel II. Duarte Nuno era o terceiro filho varão de Miguel Januário de Bragança, e o primeiro, do segundo casamento deste, com a princesa Maria Teresa de Löwenstein-Wertheim-Rosenberg.

## Vida
Duarte Nuno de Bragança nasceu a 23 de setembro de 1907 em Seebenstein, na Áustria.
Tornou-se pretendente, estando ainda no exílio, com o apoio de alguns monárquicos e da Junta Central do Integralismo Lusitano, ao título de Duque de Bragança e como herdeiro da Coroa portuguesa, em 1920, após a renúncia às pretensões por parte dos seus irmãos mais velhos: no caso de Miguel Maria Maximiliano de Bragança, que fora pretendente ao título de duque de Viseu, este foi obrigado a renunciar às pretensões dinásticas por ter-se casado com uma cidadã americana; no caso de Francisco José de Bragança, porque esteve envolvido numa série de incidentes desde escândalos homossexuais a extorsões de joias e dinheiro, foi igualmente obrigado a renunciar às suas pretensões. Contudo, todos ignoravam o facto de o último monarca português ainda estar vivo aquando destas reivindicações.
Em 1929, visitou Portugal pela primeira vez, clandestinamente, na companhia de José Adriano Pequito Rebelo; alegadamente percorreu as ruas de Lisboa, foi até Queluz[carece de fontes?] e visitou o palácio onde havia nascido o avô, o ex-infante D. Miguel.
Após a morte do rei D. Manuel II de Portugal (1889–1932), foi reconhecido por algumas organizações monárquicas como chefe da Casa Real portuguesa e pretenso herdeiro do trono de Portugal.[carece de fontes?]
Quando, em 1950, a Assembleia Nacional revogou a Lei do Banimento, que excluía a presença do ramo Miguelista do país, Duarte Nuno estabeleceu residência em Portugal, em 1953, disponibilizada pela Fundação da Casa de Bragança.
Após o estabelecimento da sua residência em Portugal, no Mosteiro de São Marcos de Coimbra, debateu-se com uma prolongada disputa contra D. Maria Pia de Saxe-Coburgo Gotha e Bragança, uma alegada filha natural do rei D. Carlos I de Portugal e, portanto, meia-irmã do rei D. Manuel II, pela titularidade e chefia da Casa Real.
Após o 25 de abril de 1974, por força de ímpetos revolucionários, com as espoliações e nacionalizações, Duarte Nuno viu-se obrigado a abandonar a residência e mudou-se para a casa de uma das irmãs em Lisboa.
Faleceu a 24 de dezembro de 1976, no Hospital da CUF, na freguesia dos Prazeres, concelho de Lisboa, vítima de aterosclerose generalizada, aos 69 anos. Foi sepultado do Panteão dos Duques de Bragança, situado no Convento dos Agostinhos em Vila Viçosa.

## Casamento e descendência

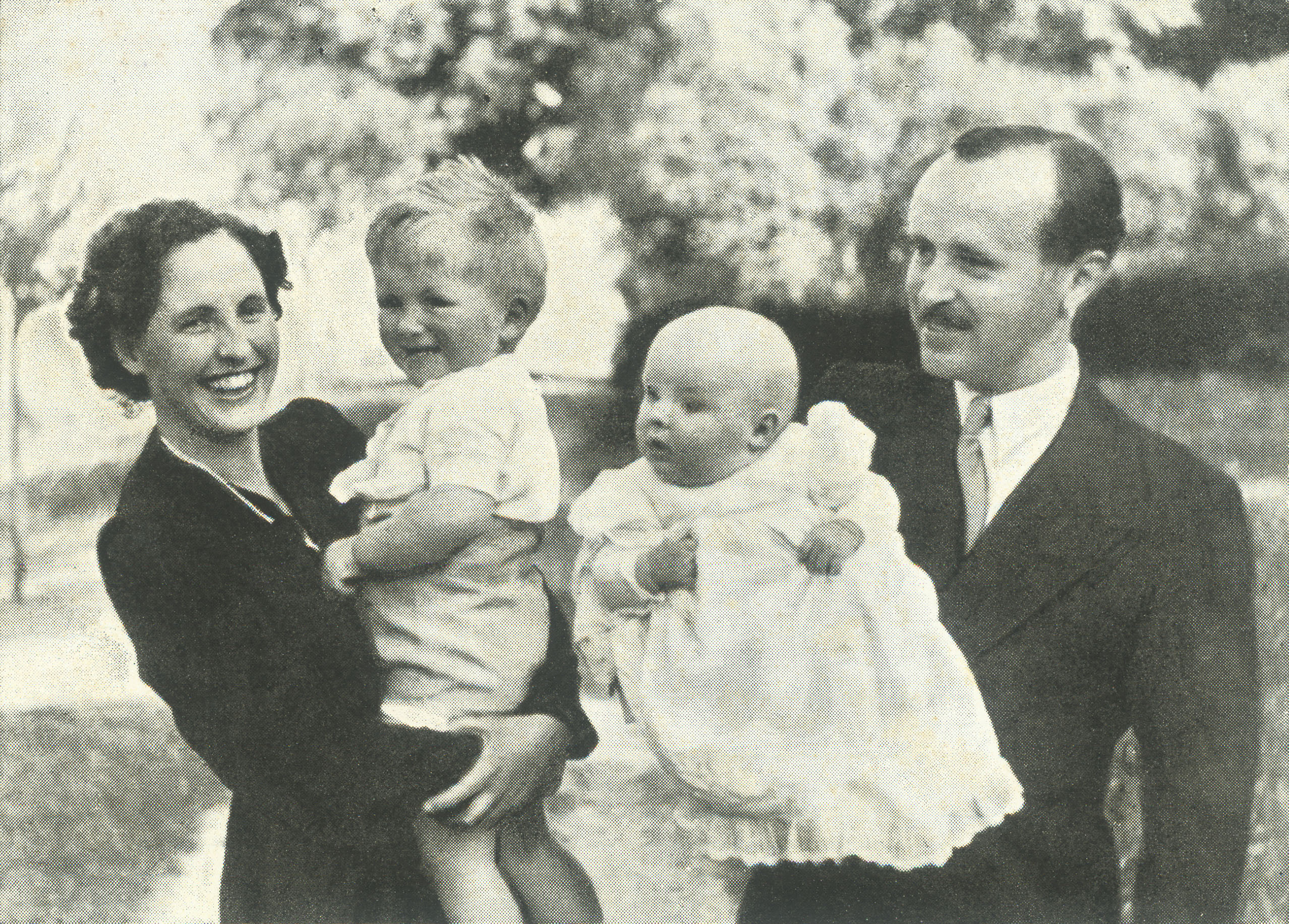
D. Duarte Nuno e D. Maria Francisca com os dois filhos mais velhos, D. Duarte Pio e D. Miguel Rafael

Em 1942, casou-se no Brasil, com a princesa D. Maria Francisca de Orléans e Bragança, bisneta de D. Pedro II, último imperador do Brasil (1825–1891), e neta da última princesa imperial, D. Isabel de Brasil e do príncipe imperial consorte, D. Luís Gastão de Orléans, conde d'Eu. Através deste casamento, uniram-se dois ramos da família. O casal teve três filhos:
1. Duarte Pio de Bragança (Berna, 15 de maio de 1945–), pretendente ao título de duque de Bragança;
2. Miguel Rafael de Bragança (Berna, 3 de dezembro de 1946–), pretendente aos títulos de Infante de Portugal e duque de Viseu. Entre 2000 e 2006, foi o 7.º Presidente do Conselho Directivo da Assembleia dos Cavaleiros Portugueses da Ordem Soberana e Militar de Malta;[8]
3. Henrique Nuno de Bragança (Berna, 6 de novembro de 1949 – 14 de fevereiro de 2017), pretendente aos títulos de Infante de Portugal e duque de Coimbra.

## Títulos reivindicados
Duarte Nuno reivindicou os seguintes títulos:
- Rei de Portugal
- Infante de Portugal
- Príncipe Real de Portugal
- Duque de Bragança
- Duque de Barcelos
- Marquês de Vila Viçosa
- Conde de Arraiolos
- Conde de Barcelos
- Conde de Neiva
- Conde de Ourém